# The Shillong Times
The Shillong Times is een Engelstalig dagblad, dat uitkomt in de Indiase deelstaat Meghalaya. Het is het oudste dagblad in het noordoosten van het land. De krant begon op 10 augustus 1945 als een weekblad in een tabloid-formaat. In 1958 was het een half jaar een dagblad, door financiële beperkingen werd het weer een weekblad. In maart 1987 werd het weer een dagblad. Sinds 9 november 1992 verschijnt er naast een editie in Shillong ook een editie voor de Garoheuvels, in Tura. De broadsheet heeft een oplage van 17100 exemplaren. The Shillong Times Pvt. Ltd., de uitgever, geeft ook de dagbladen Salantini Janera en Sangbad Lahari uit.